# Enfluran
Enfluran (Handelsname auch Ethrane) ist ein dem Halothan ähnliches volatiles Anästhetikum aus der Gruppe der Flurane. Es hat eine gute hypnotische und muskelrelaxierende, jedoch nur schwache analgetische Wirkung. Es wird, unter anderem wegen seiner geringen kardiovaskulären Sicherheitsbreite, weltweit nicht mehr verwendet.

## Pharmakologie
Der Blut-Gas-Verteilungskoeffizient von Enfluran ist 1,9, das heißt bei einer Konzentration von 1 Volumenprozent (Vol.-%) in den Lungenbläschen beträgt die Konzentration im Blut 1,9 Vol.-%. Daraus resultiert eine mittelschnelle Einschlaf- und Aufwachphase. Die minimale alveoläre Konzentration ist 1,68 %, Enfluran ist damit etwa so potent wie Isofluran. Enfluran ist nur wenig schleimhautreizend.
Die Metabolisierungsrate von Enfluran beträgt 2–3 %, wodurch die Wahrscheinlichkeit einer Leberschädigung gering ist. Die Bedeutung der dabei entstehenden Fluoridverbindungen ist noch nicht geklärt. Enfluran erhöht die Krampfbereitschaft, Muskelzuckungen bis Myoklonien sowie epileptiforme Anfälle, insbesondere im Zusammenhang mit einer Hyperventilation, sind beschrieben. Die blutdrucksenkende Wirkung von Enfluran ist im Vergleich zu den anderen Inhalationsanästhetika stärker ausgeprägt. Wie die anderen Inhalationsanästhetika erhöht Enfluran den Hirndruck und ist Trigger einer malignen Hyperthermie sowie der Porphyrie.

## Chemie
Enfluran ist chiral, es wird als Racemat [1:1-Gemisch aus (S)-Enfluran und (R)-Enfluran] eingesetzt. Es handelt sich um eine farblose Flüssigkeit, die bei Normaldruck bei 56,8 °C siedet. Die Dampfdruckfunktion ergibt sich nach Antoine entsprechend ln(P) = A−(B/(T+C)) (P in kPa, T in K) mit A = 14.10102, B = 2573.403 und C = −58,600 im Temperaturbereich von 274,04 bis 351,76 K. Die molare Verdampfungsenthalpie beträgt am Siedepunkt 30,2 kJ·mol−1. Die kritische Temperatur liegt bei 201,9 °C, der kritische Druck bei 29,80 bar. Die Synthese von Enfluran geht vom 2-Chlor-1,1,2-trifluorethylmethylether aus. Mittels einer photochemischen Chlorierung wird im ersten Schritt der 2-Chlor-1,1,2-trifluorethyldichlormethylether erhalten. Ein anschließender Halogenaustausch mittels Fluorwasserstoff oder Antimontrifluorid in Gegenwart von Antimonpentachlorid ergibt die Zielverbindung. Aus der Synthesesequenz resultiert das Racemat.